# デヒドログルコノキナーゼ
デヒドログルコノキナーゼ(Dehydrogluconokinase、EC 2.7.1.13)は、以下の化学反応を触媒する酵素である。
ATP + 2-デヒドロ-D-グルコン酸 {\displaystyle \rightleftharpoons } ADP + 6-ホスホ-2-デヒドロ-D-グルコン酸
従って、この酵素の基質はATPと2-デヒドログルコン酸の2つ、生成物はADPと6-ホスホ-2-デヒドログルコン酸の2つである。
この酵素は転移酵素、特にアルコールを受容体とするホスホトランスフェラーゼに分類される。この酵素の系統名は、ATP:2-デヒドロ-D-グルコン酸 6-ホスホトランスフェラーゼ(ATP:2-dehydro-D-gluconate 6-phosphotransferase)である。この酵素は、ペントースリン酸経路に関与している。